# Opytnoe Pole (Oblast' autonoma ebraica)
Opytnoe Pole (in lingua russa Опытное Поле) è un centro abitato dell'Oblast' autonoma ebraica, situato nel Birobidžanskij rajon.